# Каменка (Менский район)
Каменка (укр. Кам'янка) — село в Менском районе Черниговской области Украины. Население 154 человека. Занимает площадь 0,56 км².
Код КОАТУУ: 7423085502. Почтовый индекс: 15620. Телефонный код: +380 4644.

## Власть
Орган местного самоуправления — Лениновский сельский совет. Почтовый адрес: 15620, Черниговская обл., Менский р-н, с. Сахновка, ул. Шевченко, 5.